# Folkekirkens Nødhjælp
Folkekirkens Nødhjælp er en folkelig hjælpeorganisation, der arbejder ud fra et kristent menneskesyn. Folkekirkens Nødhjælp blev stiftet i 1922 og er i dag en af Danmarks største, selvstændige humanitære.
Organisationen er en del af et verdensomspændende kirkeligt hjælpearbejde med samarbejdspartnere (ACT), der arbejder for at afhjælpe fattigdom i Afrika, Asien, Latinamerika, Østeuropa og Mellemøsten.
Birgitte Qvist-Sørensen var generalsekretær for Folkekirkens Nødhjælp fra 2014 til 2024. Jonas Vejsager Nøddekær blev konstitueret generalsekretær 26. januar 2024 efter hendes fratrædelse af familiemæssige årsager.

## Historie og formål

### Grundlæggelse i 1922: Kirkehjælp i Europa
I kølvandet på 1. Verdenskrig samledes 22 europæiske landes evangeliske kirker for at diskutere, hvordan kirkerne kunne engagere sig i genopbygningen af Europa. Flere mindre kirker i de krigshærgede lande kunne kun overleve med hjælp udefra, og på baggrund af mødet blev »Nødhjælpen til Europas Evangeliske Kirker« stiftet. Den danske organisation blev døbt »Den danske Folkekirkes Nødhjælp til Europas Evangeliske kirker«, og Dr. theol. Alfred Th. Jørgensen blev udnævnt som leder.

### 2. Verdenskrig: Flygtningehjælp i Europa
Efter 2. Verdenskrig blev det internationale kirkelige netværk gendannet i 1945, nu med fokus på at hjælpe krigsflygtninge fra 2. Verdenskrig. Organisationen blev en del af forbundene Det Lutherske Verdensforbund og Kirkernes Verdensråd, hvis hjælpearbejde også omfattede flygtninge udenfor Europa, hvorfra den primært kanaliserede sin støtte. Engagementet i internationalt flygtninge- og katastrofearbejde førte til, at organisationen i 1953 antog det nuværende navn, Folkekirkens Nødhjælp, og ændrede sit evangeliske fokus til at hjælpe alle mennesker uafhængig af religiøs overbevisning.

### 1960 til i dag: Katastrofe-, nødhjælps- og udviklingsarbejde
Folkekirkens Nødhjælp arbejdede i 1960'erne primært med katastrofe- og nødhjælpsarbejde. Under Biafrakrigen i Nigeria, koordinerede og ledte organisationen kirkernes fælles internationale hjælp; en luftbro, som gennemførte 5.000 natlige flyvninger på Biafra.
1970’erne blev årtiet, hvor Folkekirkens Nødhjælp for første gang begyndte at arbejde med udviklingsarbejde, ligesom man i 1972 åbnede den første Folkekirkens Nødhjælp genbrugsbutik.
Samtidig begyndte de humanitære organisationer at fokusere på udviklingsindsatser, når den akutte katastrofe var afværget. Lederne i Folkekirkens Nødhjælp begyndte også at arbejde med strategier for, hvordan man kunne bidrage til at forbygge konflikter og sultkatastrofer. I tæt samarbejde med DANIDA begyndte Folkekirkens Nødhjælp at samarbejde med lokale aktører for at styrke civilsamfund i de fattigste lande. Det blev starten på Folkekirkens Nødhjælps udviklingsarbejde, der skulle være med til bekæmpe fattigdom og skabe udvikling i verdens mest skrøbelige lande. Udviklingsarbejdet afstedkom en nødvendig beslutning om, at udviklingshjælp ikke måtte være politisk motiveret.
Siden 1980’erne har Folkekirkens Nødhjælp i stigende grad haft fokus på de politiske årsager til fattigdom og nød. Under overskriften "Giv de fattige ret" udviklede organisationen en rettighedsbaseret tilgang til udviklingsarbejdet, der målrettet sigter på at gøre de fattige i stand til at kæmpe for deres universelle rettigheder. Under Apartheid-konflikten i Sydafrika inviterede Folkekirkens Nødhjælp Desmond Tutu til Danmark, som i en tale opfordrede til at boykotte importen af kul fra Sydafrika. Det blev startskuddet til et større politisk pres, som i 1985 førte udenrigsminister Uffe Ellemann Jensen til at stoppe den omfattende import af kul fra Sydafrika, ligesom andre handelsmæssige forbindelser blev lukket ned.
I takt med at Folkekirkens Nødhjælp udvidede sine aktiviteter stod det i stigende grad klart, at det var behov for økonomiske midler, der kunne supplere støtten fra DANIDA.  Folkekirkens Nødhjælp kontaktede derfor landets sogne og opfordrede til et samarbejde om en landsdækkende husstandsindsamling. Siden den første Sogneindsamling i 1999 har indsamlingen udviklet sig til et stærkt samarbejde med flere end 1200 lokale sogne og tusindvis af frivillige indsamlere.
Folkekirkens Nødhjælp blev i 2010 del af ACT Alliance - en alliance bestående af over 135 trosbaserede og humanitære organisationer og institutioner, som arbejder med udvikling, katastrofehjælp og fortalerarbejde i over 120 lande.
De seneste år har Folkekirkens Nødhjælp særligt skærpet sin operationelle indsats for at styrke kvinders rettigheder og for at sikre verdens skrøbeligste samfund mod ødelæggende klimaforandringer.

## Arbejde og resultater
Folkekirkens Nødhjælp arbejder i 25 lande på verdensplan med regionalkontorer i Afrika, Asien og Mellemøsten . Landene inkluderer:
Europa:
- Danmark (Hovedkvarter)

Afrika:
- Burundi
- Den Centralafrikanske Republik
- DR Congo
- Etiopien
- Kenya
- Libyen
- Malawi
- Sudan
- Sydsudan
- Uganda
- Zambia
- Zimbabwe
- Mali

Asien:
- Bangladesh
- Cambodja
- Laos
- Myanmar
- Nepal
- Pakistan
- Thailand

Mellemøsten:
- Jordan
- Libanon
- Palæstina
- Syrien

I 2017 brugte Folkekirkens Nødhjælp 577,7 mio.kr. på udviklings- og katastrofearbejde på tværs af alle lande. Af de samlede indtægter gik 8,2% til administration.
Folkekirkens Nødhjælps arbejde dækker over udviklings- og katastrofearbejde, fortalerarbejde og oplysning. I 2016 blev 112.123 mennesker undervist i bedre landbrugsmetoder, mens 458.253 mennesker fik undervisning i faren ved ueksploderet krigsaffald og i, hvordan man undgår at komme til skade. Gennem udviklings- og katastrofearbejde blev 3,6 mio. mennesker hjulpet.

## Sogneindsamlingen
Sogneindsamlingen er Folkekirkens Nødhjælp årlige indsamling, hvor omkring 20.000 danskere samler ind. Den har eksisteret siden 1999. Den hedder 'sogneindsamlingen', da den primært organiseres af lokale indsamlingsledere i de danske sogne.
- 2018: 11 mio. kr.[14]
- 2017: 14 mio. kr.[15]
- 2016: 13 mio. kr.[16]
- 2015: 14 mio. kr.[17]
- 2014: 13 mio. kr.[18]
- 2013: 13,5 mio. kr.[19]
- 2012: 15 mio. kr.[13]

## Giv en ged
I 2005 lancerede Folkekirkens Nødhjælp julegavekonceptet Giv en ged. Gaven er en donation på en ged, en ko, en kasse kondomer eller noget andet, alt efter donationens størrelse. Den donerede gave gives til en familie eller organisation i et uland, mens giveren får et gavekort, som kan overrækkes til modtageren. I 2012 udvidede Folkekirkens Nødhjælp konceptet med muligheden for at give et ben.
Folkekirkens Nødhjælps giv en ged-kampagne havde i 2008 over 60% kampagneudgifter og i 2009 71% og dermed væsentlig højere omkostninger end de 20-25%, som velgørende foreninger normalt har. Folkekirkens Nødhjælp forsvarede de høje omkostninger med, at der blev skaffet mange nye bidragsydere. I 2012 var tallet faldet til 35 %.
Giv en ged-kampagnen var inspireret af den engelske humanitære organisation Oxfams lignende kampagner.

## Generalsekretærer
- 2024: Jonas Vejsager Nøddekær (konstitueret)[2][3]
- 2014-2024 Birgitte Qvist-Sørensen[24]
- 2005-2014: Henrik Stubkjær[25]
- 2002-2005: Peter Lodberg[26]
- 1992-2002: Christian Balslev-Olesen[27]

## Galleri
- Folkekirkens Nødhjælps genbrugsbutik i Saltgade i Ribe
- Folkekirkens Nødhjælps Wefood butik i Vejle